# Me at the zoo
Me at the zoo – pierwsze w historii wideo umieszczone w serwisie YouTube. Zostało opublikowane 23 kwietnia 2005 r. o godzinie 20:27:12 PDT.
W filmie jeden z twórców serwisu, Jawed Karim, stoi przed klatką słoni, opowiadając o ich długich trąbach, wyraźnie okazując zainteresowanie nimi. Wideo było nagrywane w zoo w San Diego i trwa 19 sekund. Do dnia 2 czerwca 2025 r. film miał ponad 363 miliony wyświetleń, a sam kanał zgromadził ponad 5,53 miliona subskrypcji. W dziesięciolecie powstania serwisu YouTube autor filmu zmienił jego opis na: „The first video on YouTube. Maybe it’s time to go back to the zoo?”, co można przetłumaczyć jako: „Pierwszy film na YouTube. Może już czas znowu odwiedzić zoo?”.
W 2020 r. została opublikowana jego ulepszona wersja, w rozdzielczości 4K i 60 klatkach na sekundę. Natomiast w 2021 r. w rozdzielczości 8K i 60 klatkach na sekundę.

## Transkrypcja
Alright, so here we are in front of the, uh, elephants. Uh. The cool thing about these guys is that, is that they have really, really, really long, um, trunks, and that’s, that’s cool. And that’s pretty much all there is to say.

Dobra, więc jesteśmy właśnie przed, eee, słońmi. Mmm. Fajne w tych gościach jest to, że mają naprawdę, naprawdę, naprawdę długie, eee, trąby, i to jest, to jest fajne. I w sumie to wszystko co mam do powiedzenia.

Dodatkowo na filmie obecna była (w postaci chmurki tekstowej) adnotacja: „can you hear the goat? MEEEEEEEEEEEH!”, która została usunięta z serwisu YouTube 15 stycznia 2019 r.